# Stěpan Konstantinovič Ponomarjov
Svatý Stěpan Konstantinovič Ponomarjov (14. prosince 1880, Věrnyj – 18. ledna 1933, Věrnyj) byl kazašský duchovní Ruské pravoslavné církve, protojerej a mučedník.

## Život
Narodil se 14. prosince 1880 ve městě Věrnyj (dnes Almaty).
Dne 13. května 1895 dokončil církevní farní školu Svaté Trojice.
Dne 28. června 1904 se stal psalomščikem a učitelem zpěvu ve farní škole vesnice Michajlovskoje (dnes sídlo Turgen). Psalomščikem byl ustanoven biskupem Paisijem (Vinogradovem). Dne 24. ledna 1907 mu bylo uděleno právo nosit stichar. Dne 20. října 1908 byl přeložen do stanice Zajcevskaja (dnes město Čilik).
Roku 1909 byl rukopoložen na diákona a ustanoven do služby chrámu svatého Mikuláše ve městě Věrnyj (dnes Almaty). Později byl rukopoložen na jereje.
Během první světové války byl knězem Červeného kříže. Během bojů byl dlouhou dobu v zákopech, kde byl jednoho dne nalezen, sotva naživu vytažen a převezen do nemocnice, kde byl operován. Byla mu odstraněna nosní chrupavka, která uhnila chronickou sinusitidou. Od té doby trpěl silnými bolestmi hlavy.
Poté se vrátil do chrámu svatého Mikuláše. Zde se usadily sestry z uzavřeného Iversko-serafinského monastýru. Otec Stěpan se stal jejich zpovědníkem.
Byl popisován jako velmi tichý a dumavý člověk. Během renovačního schizmatu se neodklonil od lůna církve a přesvědčil také představeného chrámu Alexandra Skalského, aby renovacionisty nenásledoval. 
Otec Stěpan byl ženatý, ale bezdětný.
Dne 10. prosince 1932 se v předvečer svátku Ikony Matky Boží "Znamení" konalo celonoční bdění, kterého se účastnili všichni duchovní města. Po obřadu byli účastníci zatčeni OGPU.
Asi jeden měsíc byl otec Stěpan, otec Alexandr a také další kněz jménem Filipp Grigorjev vyslýchán a poté převezen do městské věznice. Zde tito kněží onemocněli tyfem[nepřesný odkaz].
Zemřel 18. ledna 1933. Všichni tři kněží byli pohřbeni do jednoho hrobu na kopci za městem. Jejich hrob zanikl v 60. letech při rozvoji města.
Dne 29. prosince 1992 byl rehabilitován Generální prokuraturou Kazachstánu.

## Kanonizace
Dne 14. února 1999 byl on i ostatní kněží místně svatořečeni.
Dne 20. srpna 2000 ho Ruská pravoslavná církev svatořečila jako mučedníka a byl zařazen mezi Sbor všech novomučedníků a vyznavačů ruských.
Jeho svátek je připomínán 17. ledna (4. ledna – juliánský kalendář).